# Tefala
Tefala (Ile Tevala, Téfala, Île Tévala) è una piccola isola dell'oceano Pacifico, appartenente alla provincia di Shefa, nello stato di Vanuatu. Si trova 2,6 km a nord-ovest della piccola isola di Laika, 9,4 km a nord dell'isola di Tongoa, e a est di Epi.
Tefala e le altre isole sparse attorno Tongoa (Laika, Sail Rock) una volta erano parte di una più grande massa terrestre, formata dalle eruzioni del vulcano sottomarino di Kuwaé e che univa Tongoa con Epiref, esplosa nella seconda metà del XV secolo.